# Памятник Фридриху Вильгельму фон Штойбену
«Генерал-Майор Фридрих Вильгельм фон Штойбен» (англ. Major General Friedrich Wilhelm von Steuben) — исторический монумент 1910 года работы немецко-американского скульптора Альберта Джегерса, посвящённый Фридриху фон Штойбену и расположенный на Лафайет-сквер в центре Вашингтона — столицы США.

## Штойбен и Америка

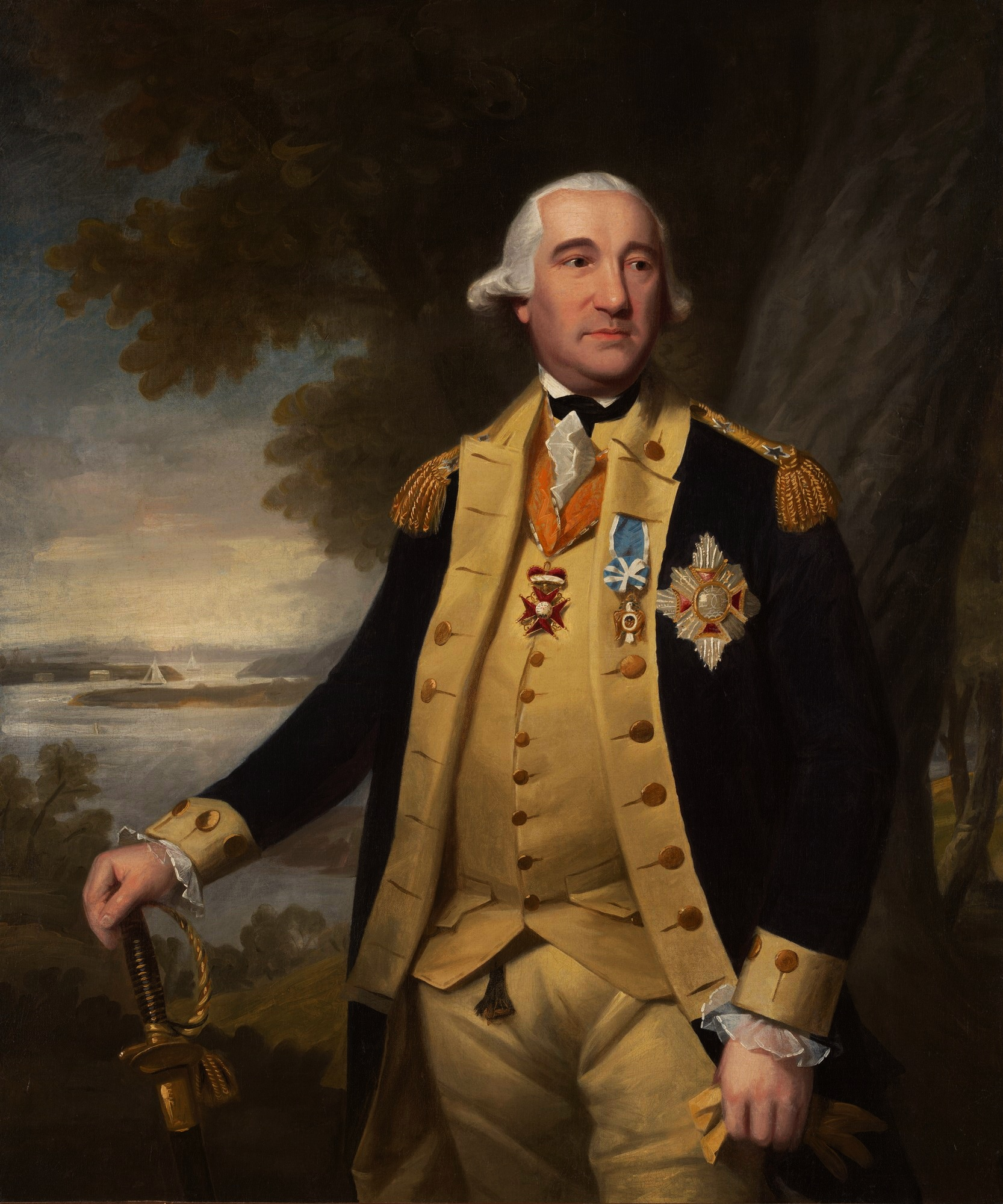
Портрет Штойбена со знаком Общества Цинцинната кисти Ральфа Эрла.

Фридрих Вильгельм Августин Людольф Герхард, барон фон Штойбен (1730—1794), родился в семье военного инженера и, окончив школу иезуитов в Бреслау, в возрасте 17 лет поступил в прусскую армию. Сначала пехотинцем, а затем и в качестве штабного офицера, он участвовал в семилетней войне, после чего был введён в Генеральный штаб, а затем прикомандирован к штаб-квартире Фридриха Великого. Находясь при короле Пруссии, Штойбен получил знания и опыт, неслыханные для британских и французских армий того периода. Получив звание капитана, в конце войны он был отправлен в отставку, стал бароном и был назначен на должность камергера мелкого суда в княжестве Гогенцоллерн-Гехинген. Однако, двор оказался бедным, и Штойбен начал искать работу в различных иностранных армиях. Услышав, что в Париж приехал Бенджамин Франклин, он решил предложить ему свою службу для Континентальной армии. Штойбен заручился поддержкой французского военного министра графа де Сен-Жермена, получив от него рекомендательное письмо генералу Джорджу Вашингтону, «повысившее» его в звании до генерал-лейтенанта. Конгресс США удовлетворил ходатайство, и 23 февраля 1778 года Штойбен прибыл в лагерь Велли-Фордж к Вашингтону. Он занялся разработкой учебной программы для солдат по прусской военной методике, начав с «образцовой роты» из 100 человек, члены которой впоследствии стали обучать других. Не говоря по-английски, Штойбен смог быстро передать свои военные знания американским солдатам, введя систему прогрессивного обучения, с помощью которой новобранцы проходили систематическую подготовку до вступления в полки, в результате чего они стали сравнимы с британцами. Он работал и над новыми стандартами санитарного обслуживания, сделав целью снижение потерь из-за болезней, а также над проектами военных лагерей, которые остались примером для армии США и полтора столетия спустя. В мае 1778 года по рекомендации генерала Вашингтона, Конгресс назначил Штойбена на пост генерал-инспектора армии. Зимой 1778-79 годов, он подготовил «синюю книгу», или «Положение о порядке и дисциплине в войсках Соединённых Штатов», ставшую первым руководством со стандартами для армии новой нации. Зимой 1779-80 годов, Штойбен присоединился к генералу Натаниэлю Грину в действиях на юге, а затем принял участие в Йорктаунской кампании путём подготовки американских подкреплений для французского контингента генерала Жильбера Лафайета. В последней битве он был командующим одной из трёх американских дивизий, а затем помог демобилизовать армию и подготовить план обороны для новой нации. В 1784 году Штойбен получил гражданство США, а затем уволился из армии. Он был одним из сооснователей Общества Цинцинната, членами которого являлись все офицеры. Штаб-квартира организации располагалась тогда недалеко от Ютики в штате Нью-Йорк, близ 16 тысяч акров земли, предоставленной Штойбену государством. В располагавшемся там доме, он, наречённый «отцом военного обучения», и умер 10 лет спустя, в 1794 году. После этого земля перешла к его бывшим помощникам-адъютантам Уильяму Норту и Бенджамину Уокер, а затем стала основой для города, названного именем Штойбена.

## История
Памятник Штойбену был возведен по инициативе Национального немецко-американского альянса и правительства США, когда 27 февраля 1903 года Конгресс принял соответствующий акт, предусматривающий выделение на создание статуи 50 тысяч долларов США. Над статуей работал Альберт Джегерс, отливалась она с 1909 по 1910 год, а постамент был создан архитекторами Кэссом Гильбертом и Т. Р. Джонсоном.
Памятник Штойбену был открыт 7 декабря 1910 года, после того как в окружении большой толпы президент США Уильям Говард Тафт и его дочь Хелен сорвали со статуи покрывало.
29 августа 1970 года памятник был включён в Национальный реестр исторических мест под номером 78000256 как часть статуария Американской революции. В 1993 году памятник прошёл обследование и был описан «Save Outdoor Sculpture!».

## Расположение
Лафайет-сквер был создан в 1821 году как часть Президентского парка и в 1824 году назван в честь первого иностранного гостя президента США — маркиза Лафайета — французского участника войны за независимость США. Занимая площадь в семь акров, Лафайет-сквер располагается в одноимённом историческом районе к северу от Белого дома на Х-стрит между 15-й и 17-й улицами в Вашингтоне.
Памятник Штойбену находится на северо-западном углу Лафайет-сквер, при том что в трёх остальных углах площади стоят монументы французскому генерал-майору Жильберу де Лафайету (1891 год, юго-восток), французскому генерал-майору Жану де Рошамбо (1902 год, юго-запад), польскому бригадному генералу Тадеушу Костюшко (1910 год, северо-восток), а в центре — конная статуя президента Эндрю Джексона (1852 год).

## Архитектура

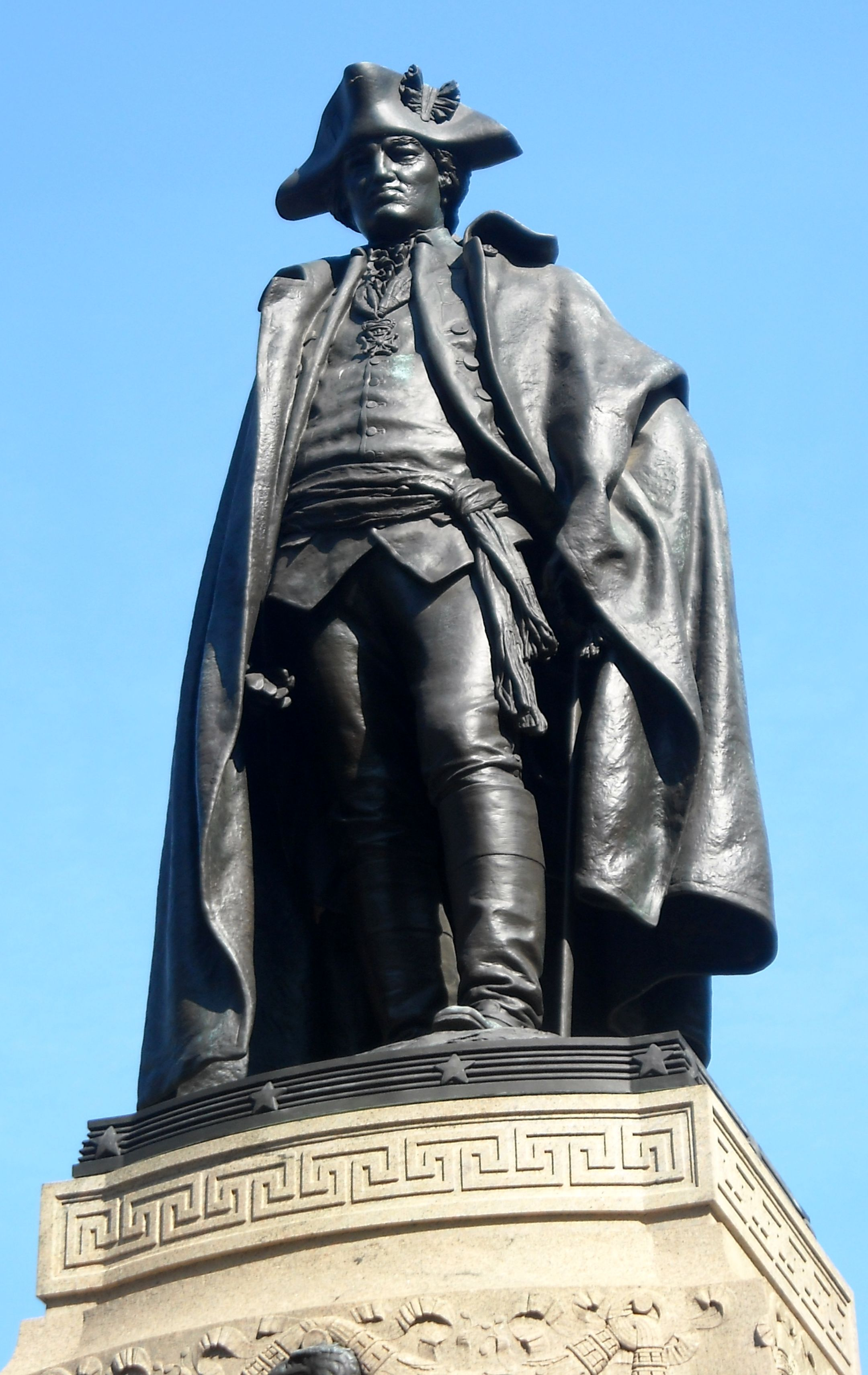
Статуя Штойбена

Бронзовая статуя изображает Штойбена глядящим вдаль и осматривающим свои войска на больших манёврах в 1778 году во время американской революции. Он одет в военную форму генерал-майора Континентальной армии, состоящую из длинного плаща с драпировкой на плечах, предназначенного для защиты от суровой зимы в Вэлли-Фордж, жилета с поясом, высоких сапогов и треуголки. Левой рукой он опирается на трость, придерживая плащ у талии. Скульптура установлена на вершине квадратного многоуровневого постамента из розового гранита. Размеры скульптуры составляют 10 на 5 фута, а диаметр — 5 фута. Размеры постамента составляют 15 на 20 футов при диаметре в 20 футов. Он украшен с правой и левой сторон бронзовыми группами аллегорических статуй в классическом стиле, а с передней и задней сторон — декоративным рельефом. На передней части основания над надписью о делах Штойбена находится американский орёл с распростёртыми крыльями, а на задней части — мемориальная доска с профильными рельефами его помощников-адъютантов фон Штойбена, полковника Уильяма Норта и майора Бенджамина Уокера. На левой стороне основания находятся две фигуры мужчин, символизирующих военное обучение. Один из них, индеец, сидит в одном шлеме и инструктирует стоящего перед ним обнажённого юношу о том, как использовать меч, который он держит в своей правой руке. На правой стороне основания размещены две фигуры, символизирующие празднование. Одна из них, обнаженная женщина сидящая в сандалиях и одежде, драпированной на коленях. Слева за ней находится дерево, символизирующее жизнь американской нации, перед которым на коленях стоит юноша. Женщина и юноша расправляют руками ленту, которыми они подвязывают дерево в попытке привить иностранный росток от фон Штойбена к американскому древу жизни.

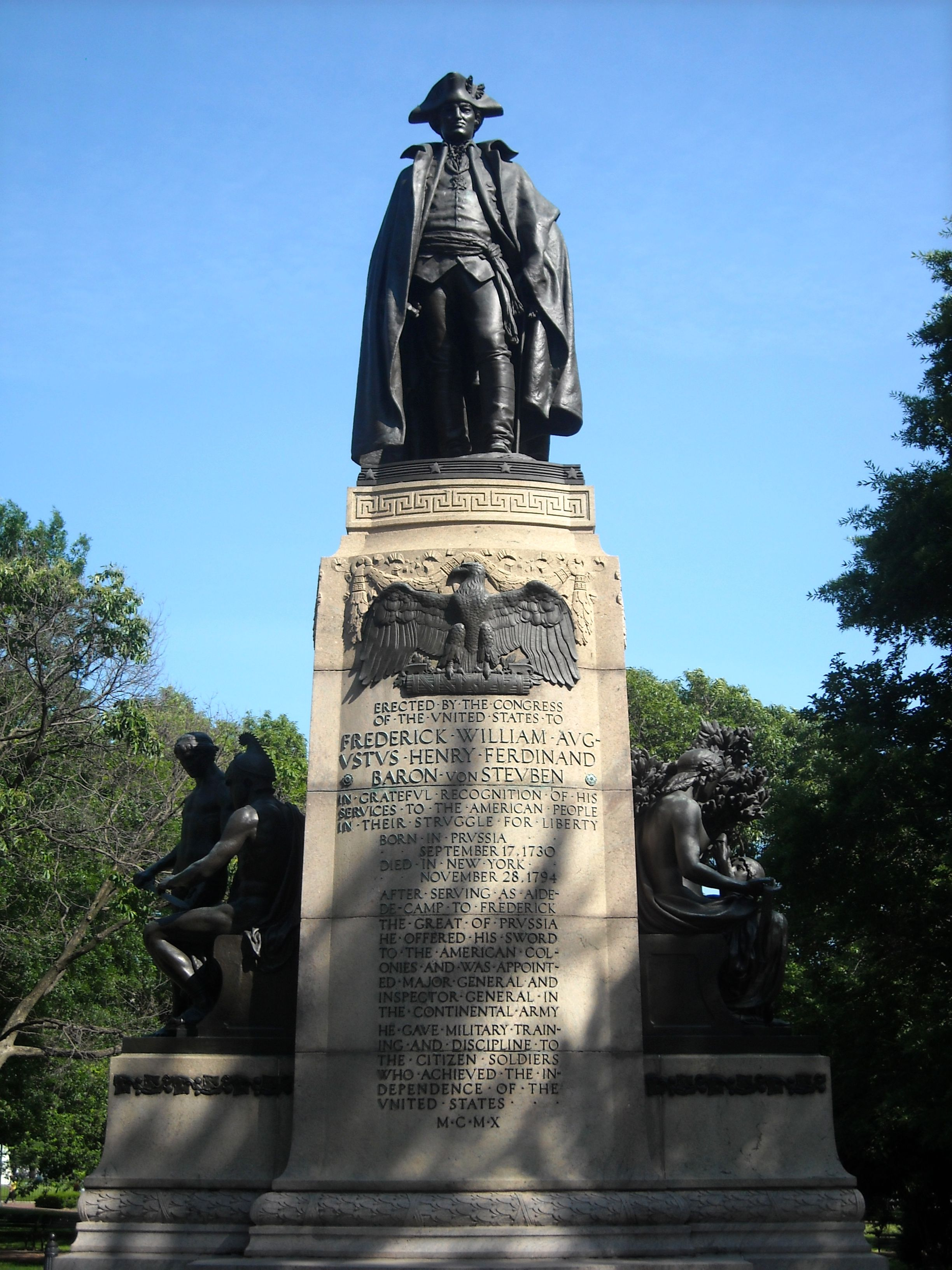
Вид спереди.
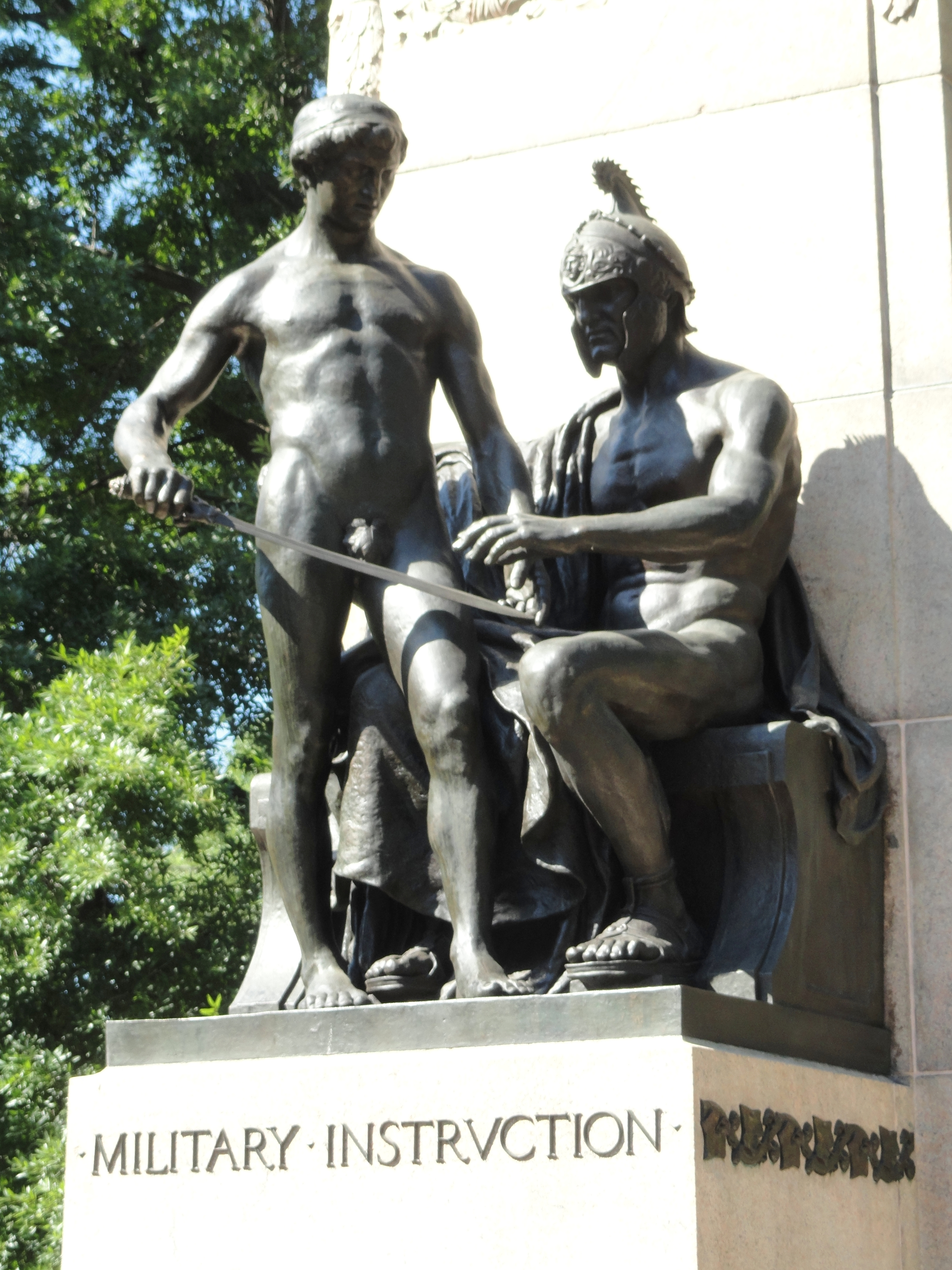
Вид слева.
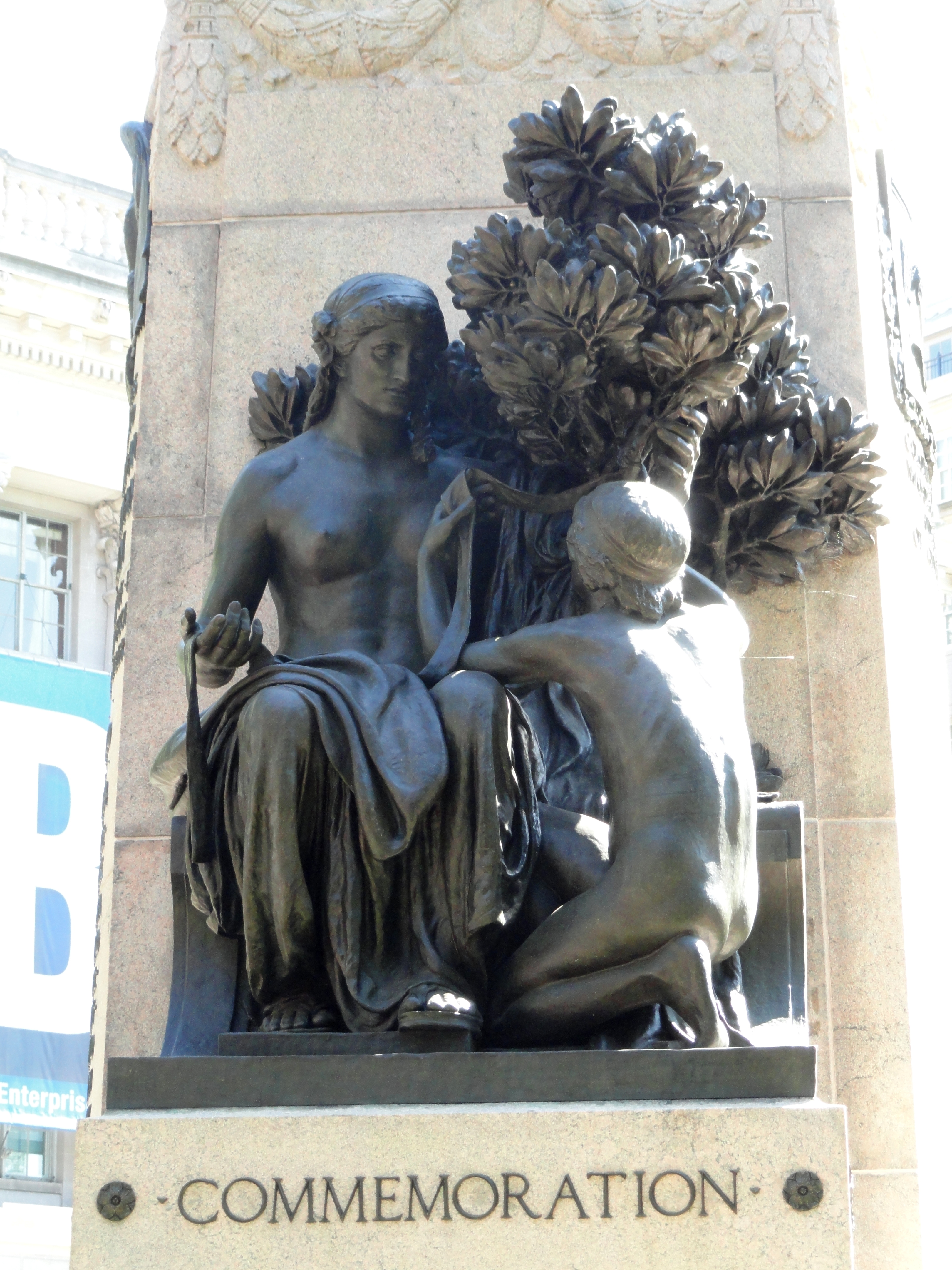
Вид справа.
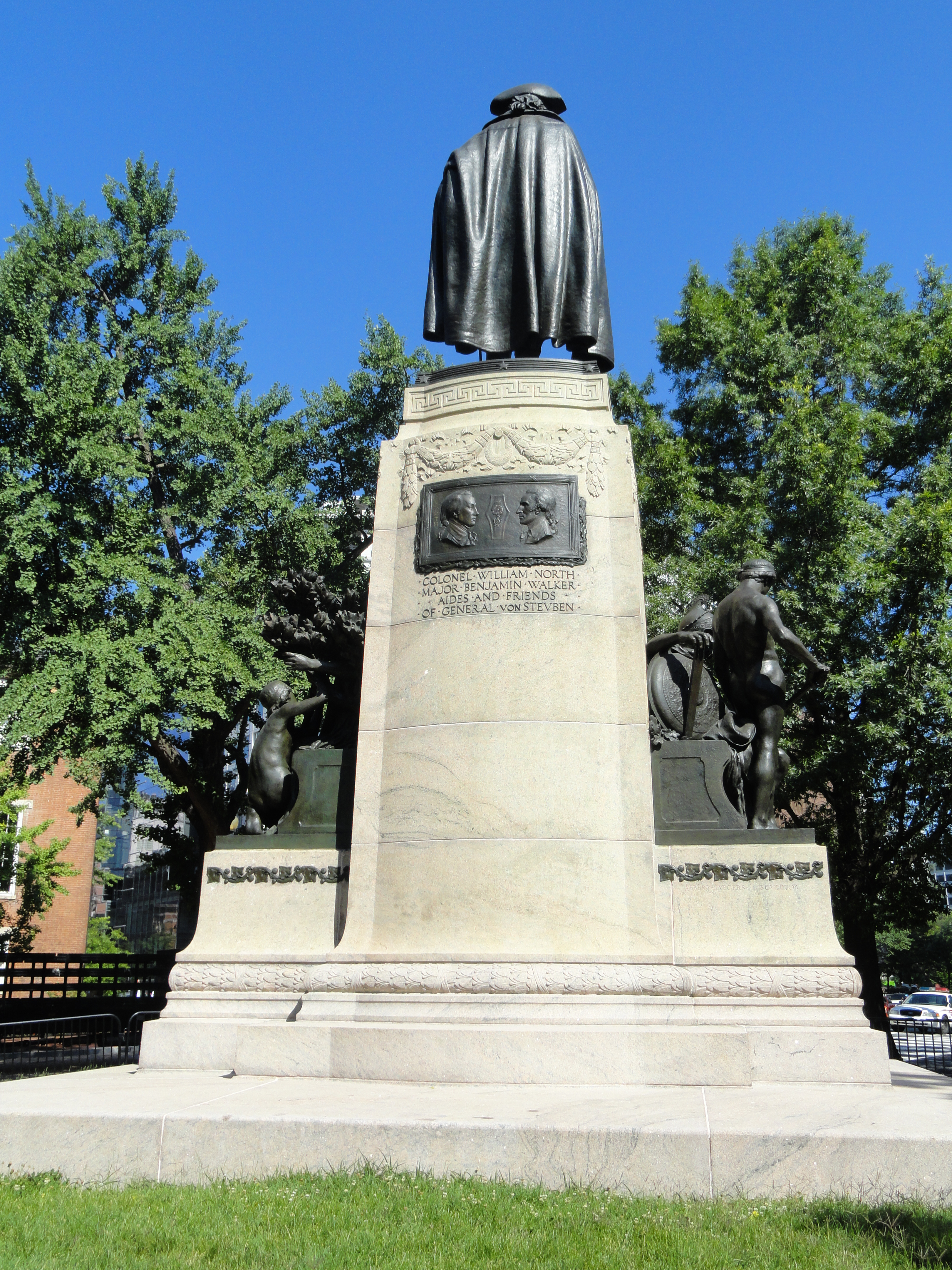
Вид сзади.

Надписи на постаменте памятника:
- С южной стороны — «Albert Jaegers, sculptor».
- С лицевой стороны под орлом —

ВОЗДВИГНУТО.КОНГРЕССОМ
СОЕДИНЁННЫХ.ШТАТОВ.
ФРИДРИХ.ВИЛЬГЕЛЬМ.АВ-
ГУСТ.ГЕРХАРД.ФЕРДИНАНД
БАРОН.ФОН.ШТОЙБЕН
В.ЗНАК.БЛАГОДАРНОГО.ПРИЗНАНИЯ.ЕГО
СЛУЖБЫ
АМЕРИКАНСКОМУ.НАРОДУ
И.ЗА.ЕГО.БОРЬБУ.ЗА.СВОБОДУ
РОДИЛСЯ.В.ПРУССИИ
17.СЕНТЯБРЯ.1730
СКОНЧАЛСЯ.В.НЬЮ-ЙОРКЕ
28.НОЯБРЯ.1794
ПОСЛЕ.СЛУЖБЫ.ПОМОЩ-
НИКОМ
В.ШТАБЕ.ФРИДРИХА
ВЕЛИКОГО.В.ПРУССИИ
ОН.ПРЕДЛОЖИЛ.СВОЙ.МЕЧ
АМЕРИКАНСКИМ.КОЛ-
ОНИЯМ.И.БЫЛ.НАЗНАЧЕН
ГЕНЕРАЛ.МАЙОРОМ.И
ГЕНЕРАЛ.ИНСПЕКТОРОМ.В
КОНТИНЕНТАЛЬНОЙ.АРМИИ
ОН.ДАЛ.ВОЕННОЕ.ОБУЧЕ-
НИЕ.И.ДИСЦИПЛИНУ
ГРАЖДАНСКИМ.СОЛДАТАМ
ДОСТИГШИМ.НЕ-
ЗАВИСИМОСТИ.ДЛЯ
СОЕДИНЁННЫХ.ШТАТОВ.
M.C.M.X
Оригинальный текст (англ.)ERECTED.BY.THE.CONGRESS
OF.THE.VNITED.STATES.
TO
FREDERICK.WILLIAM.AV-
GVSTVS.HENRY.FERDINAND
BARON.VON.STEVBEN
IN.GRATEFVL.RECOGNITION.OF.HIS
SERVICES
TO
THE
AMERICAN.PEOPLE
IN.THEIR.STRVGGLE.FOR.LIBERTY
BORN.IN PRVSSIA
SEPTEMBER 17, 1730
DIED.IN.NEW.YORK.
NOVEMBER 28, 1794
AFTER.SERVING.AS AIDE-
DE.CAMP.TO.FREDERICK
THE.GREAT.OF PRVSSIA
HE.OFFERED.HIS.SWORD
TO.THE.AMERICAN.COL-
ONIES.AND WAS APPOINT
ED.MAJOR.GENERAL.AND
INSPECTOR.GENERAL.IN
THE.CONTINENTAL.ARMY
HE.GAVE.MILITARY.TRAIN-
ING.AND.DISCIPLINE.TO
THE.CITIZEN.SOLDIERS
WHO.ACHIEVED.THE.IN-
DEPENDENCE.OF.THE
VNITED.STATES.
M.C.M.X

- С задней стороны —

ПОЛКОВНИК.УИЛЬЯМ.НОРТ
.МАЙОР.БЕНДЖАМИН.УОЛКЕР
.ПОМОЩНИКИ.И.ДРУЗЬЯ
ГЕНЕРАЛА.ФОН.ШТОЙБЕНА
Оригинальный текст (англ.)COLONEL.WILLIAM.NORTH
.MAJOR.BENJAMIN.WALKER
.AIDES.AND.FRIENDS
OF.GENERA.VON.STEVBEN

- На левой стороне под фигурами —

ВОЕННОЕ ОБУЧЕНИЕ
Оригинальный текст (англ.)MILITARY INSTRUCTION

- На правой стороне под фигурами —

ПРАЗДНОВАНИЕ
Оригинальный текст (англ.)COMMEMORATION

## Второй памятник Штойбену

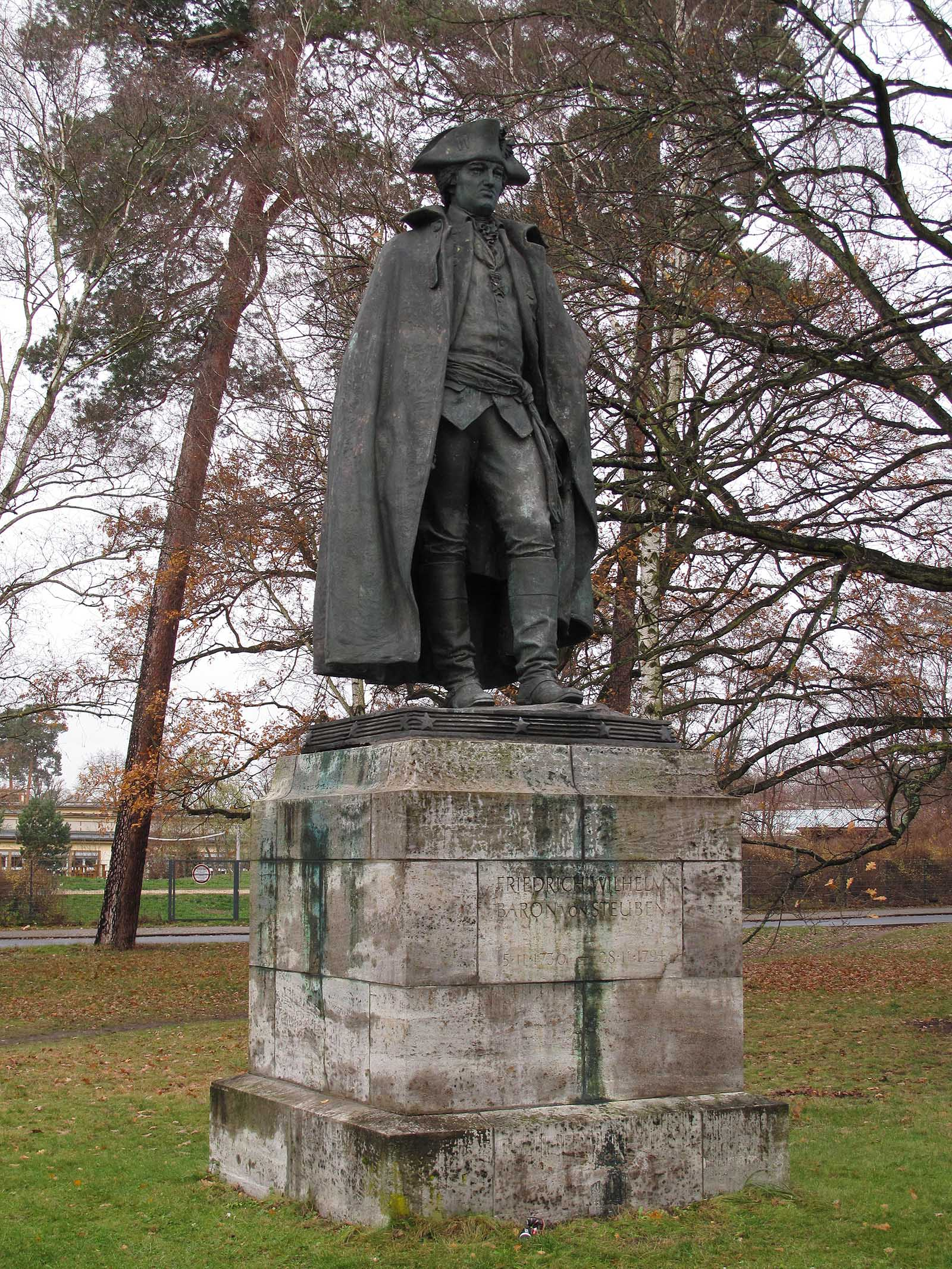
Памятник в Берлине.

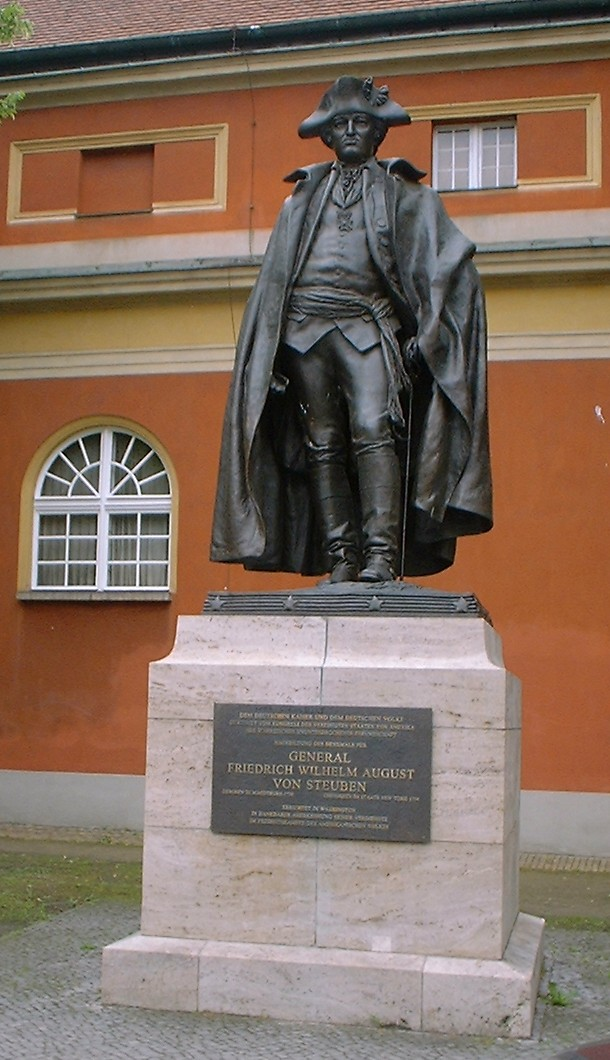
Памятник в Потсдаме.

Копия вашингтонского памятника была подарена президентом США Теодором Рузвельтом и американским народом императору Германии Вильгельму II и немецкой нации в знак благодарности за помощь в установке в 1904 году в Форт-Макнейре статуи Фридриха Великого работы Йозефа Упхеса.
Из-за нескольких попыток подрыва монумента Фридриху с помощью бомб перед Первой мировой войной, он был отправлен на хранение, в 1927 году поставлен обратно, после Второй мировой войны опять отправлен на склад, в 1954 году установлен на новом месте — у Военного колледжа Армии США в Карлайле, штат Пенсильвания.
Сходная судьба постигла и потсдамский памятник Штойбену, установленный у Городского дворца в 1911 году, в годовщину поражения Наполеона III в битве при Седане. Во время Второй мировой войны, 14 апреля 1945 года он был скинут с постамента взрывной волной от бомбардировок союзных войск. После капитуляции Германии, Потсдам остался в советской зоне оккупации, которая позже стала Германской Демократической Республикой. В рамках кампании по уничтожению «наследия прусского милитаризма», дворец был взорван, а памятник помещён на хранение, несмотря на «политическую неоднозначность» такого шага из-за героя памятника. Впоследствии, каким-то образом он попал в Западный Берлин, а в 1987 году, в рамках празднования 750-летия города, установлен на Клей-аллее через улицу от штаб-квартиры армии США. В то же время, после падения Берлинской стены в 1989 году и объединения двух Германий, и в Потсдаме, ставшем столицей для правительства земли Бранденбург, началось восстановление истории. В 2005 году точная копия вашингтонской статуи была установлена в Потсдаме в знак германо-американской дружбы.